# Jorge Aguilera
Jorge Luis Aguilera Ruiz (* 16. Januar 1966 in Frank País, Provinz Holguín) ist ein ehemaliger kubanischer Sprinter.
Den bedeutendsten Erfolg seiner Karriere erzielte er mit dem Gewinn der Bronzemedaille in der 4-mal-100-Meter-Staffel bei den Olympischen Spielen 1992 in Barcelona. Die kubanische Mannschaft in der Aufstellung Andrés Simón, Joel Lamela, Joel Isasi und Jorge Aguilera erreichte das Ziel in 38,00 s hinter den Staffeln der Vereinigten Staaten (37,40 s) und Nigerias (37,98 s).
Zu Aguileras besten individuellen Leistungen zählen bei Zentralamerika- und Karibikspielen seine Silbermedaille im 100-Meter-Lauf 1990 und seine Bronzemedaille im 200-Meter-Lauf 1993 sowie bei Zentralamerika- und Karibikmeisterschaften der dritte Platz im 200-Meter-Lauf 1995.
Jorge Aguilera ist 1,72 m groß und hatte ein Wettkampfgewicht von 70 kg.